# Miroslava Doema

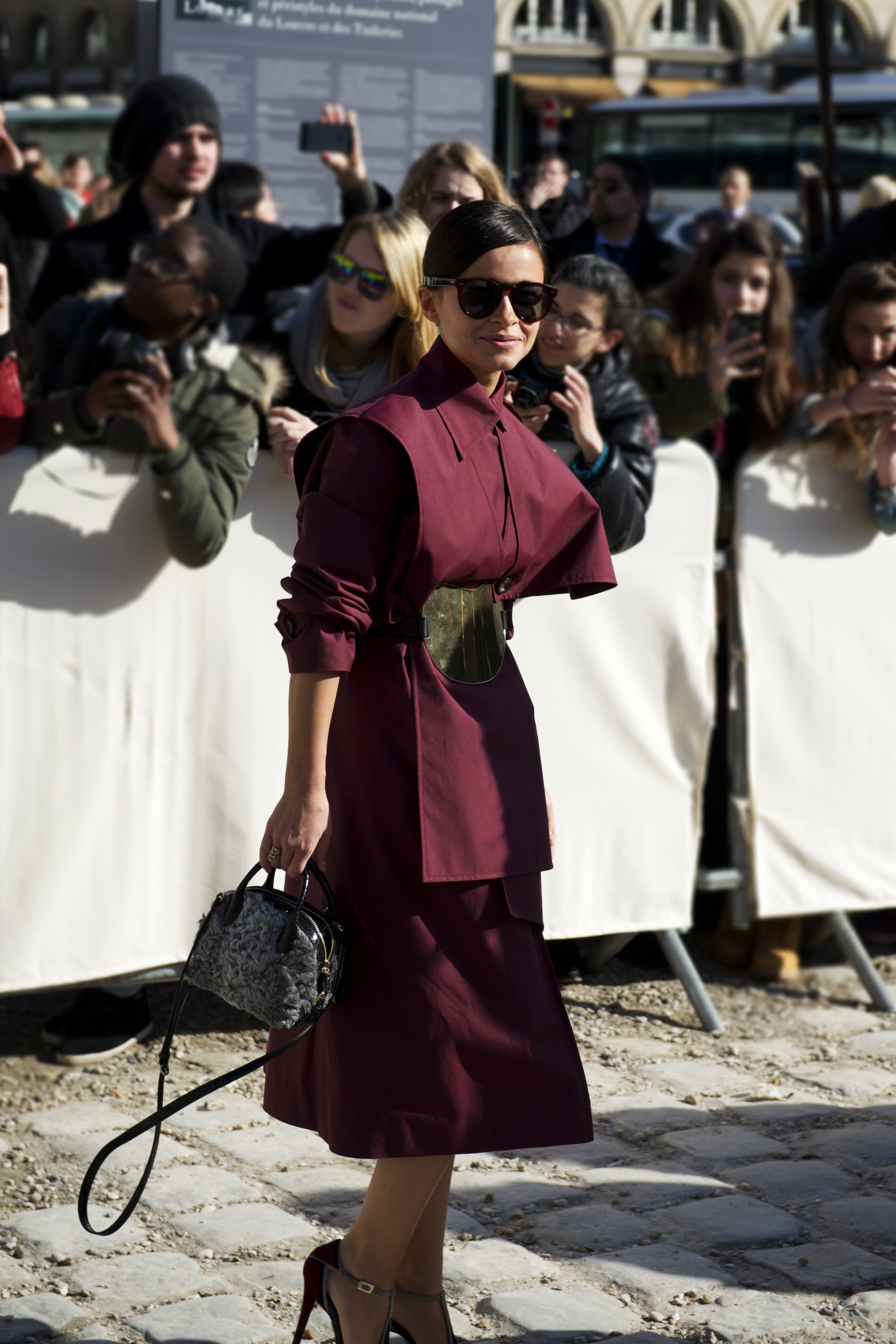
Miroslava Doema in 2014

Miroslava (Mira) Vasilevna Doema (Russisch: Мирослава (Мира) Васильевна Дума) (Soergoet, 10 maart 1985) is een Russisch modejournaliste, ondernemer en modefiguur. 
Miroslava Doema studeerde in 2008 af met een master in internationale bedrijfsvoering aan een presitigieuze universiteit in Moskou. Ze was een tijdlang redacteur bij Harper's Bazaar Rusland. Doema is de oprichter van Buro 24/7, een online magazine over mode en lifestyle. Ze kreeg internationale bekendheid doordat street style-foto's van haar verschenen op populaire blogs zoals The Sartorialist. Ze was een ambassadeur voor een reclamecampagne voor de juwelencampagne van Chanel en was betrokken bij de Small is Beautiful-campagne van Louis Vuitton. De Financial Times omschreef Miroslava Doema in 2014 als een "grootmacht" in de mode-industrie. Ze maakt samen met Ulyana Sergeenko, Elena Perminova en Vika Gazinskaya deel uit van een groepje Russische fashionista's met een groeiende invloed op Oost-Europese en internationale mode. 